# Сипняк Петро Михайлович
Сипняк Петро Михайлович (29 січня 1959 р. с. Лани, Івано-Франківська обл.) — український живописець, член Спілки Художників України з 1989 р., член Клубу Українських Мистців (КУМ), закінчив Львівський Державний інститут декоративно-прикладного мистецтва (зараз Львівська Академія Мистецтв) 1985 р., факультет — інтер'єр і обладнання, Народний художник України.

## Життєпис
Народився і виріс в селі Лани неподалік древнього Галича у багатодітній селянській родині, старший серед п'ятьох дітей. Першим провідником до світу мистецтва сам художник вважає свою бабцю Настю, яка все своє свідоме життя вишивала, й ці вишивки були не лише традиційними для народної творчості того регіону орнаментальними мотивами, вишивала й килими, краєвиди, образи (ікони). Малий Петрусь допомагав їй у роботі, а саме «перебивав» за її дорученням квіти на полотно. У дитячі роки тонкі учнівські зошити були його першими альбомами з простими олівцевими рисунками, згодом тушшю; пам'ятною для художника є перша спроба виконати олійними фарбами копію образа Ісуса Христа. Була думка поступити на навчання до Косівського училища народного мистецтва; потім — період робітничої праці в Івано-Франківську та Києві. Вже у столиці почав відвідувати Мистецьку студію при тодішньому заводі «Більшовик».. З набутими першими навичками повернувся в Івано-Франківськ, де почув пораду їхати до Львова, з його ширшими можливостями систематичної мистецької освіти, та й відповідним загальнокультурним середовищем (з художніми музеями, активним виставковим, театральним та музичним життям).
У Львові вступає і навчається (1980—1985 рр.) у Львівському державному інституті декоративно-прикладного мистецтва (зараз Львівська Національна Академія Мистецтв). 1982 року дебютує перед глядачем на виставці з картиною «Сільській пейзаж з коровами», картину зауважили, відзначили фаховість їх виконання, це заохочувало до подальшого наполегливого опановування професійною грамотою. По закінченню інституту отримав пропозицію залишитися на кафедрі живопису, звідки невдовзі перейшов на посаду референта до Львівського відділення Спілки худоників України.
У ті ж роки, паралельно з П.Сипняком, входять у львівське мистецьке середовище і Борис Буряк, Михайло Демцю, Віктор Москалюк, Дмитро Парута, Роман Романишин, Володимир Савчук, Орест Скоп, Василь Федорук, Василь Ярич… В історію культури Львова входило нове покоління, з іменами якого нині передусім й асоціюється львівське мистецтво кінця ХХ — початку ХХІ століть. Саме тоді у Львові виникають нові творчі групи та об'єднання, однією з таких новопосталих тоді структур є нинішня Спілка художників «Клуб українських мистців» (КУМ), утворений на зламі 1988—1989 рр. Серед фундаторів її був і Петро Сипняк. Життєздатність КУМ-у підтвердили виставки 2008, 2014 років.
З розпадом Радянського Союзу відкрилися ширші можливості для включення наших митців у контекст загальноєвропейського культурного життя, що демонструє і приклад Петра Сипняка. З того моменту він був неодноразовим учасником живописних пленерів у Польщі, у 1993 році відбулася перша з кількох його поїздок до Бельгії, 1994 року виконав монументальний настінний розпис у французькому місті Нільванжі, де працював разом з О.Скопом та Б.Буряком,1994 року ж відбулася виставка в Чехії, поїздками до Німеччини та Болгарії позначені для нього 1995—1996 роки, згодом були відвідини Словаччини, Італії та Голландії. з 2002 мав неодноразово виставки в Німеччині, Бельгії, Польщі.
Знайомство на виставці до 10-річниці трагедії Чорнобиля в Бонні з доктором з Німеччини українського походження Михайлом Марковичем розпочало новий етап у творчості і ствердженні імені П.Сипняка та ще низки українських художників. Сформувалося, так зване, Дюренське товариство, та набуло ознак суспільно-мистецького явища у Львові наприкінці 1990-х початку 2000-х рр., до якого ввійшли скульптори Василь Ярич, Сергій Олешко, художники Петро Сипняк, Михайло Демцю, Віктор Москалюк, Борис Буряк, Василь Федорук, Сергій Міхновський та ін., яке завдяки сприянню Михайла Марковича отримало змогу виставлятися в виставкових залах Західної Європи, а також провело низку культурологічних актів у самій Україні, зокрема встановлення пам'ятників українським художникам Івану Трушу та Никифору Дровняку у Львові, а також видано альбоми їх творів. Під час встановлення пам'ятника Никифору Дровняку Михайлові Марковичу було надаyj звання Почесного Громадянина Львова.
В березні 2016 разом презентував разом з Орестом Скопом спільну виставку в Греції до 202-річчя з дня народження Т. Г. Шевченка в рамках програми «Львівське мистецтво у світі».
Одружений, має двох дітей: сина Максима (від першого шлюбу) 1986 р.н. та доньку Соломію 2005 р.н.

## Творчість
Творчість П. Сипняка у жанровому відношенні багатогранна, складається з таких тематичних циклів та серій: пейзажі, міські пейзажі, портрети, натюрморти, жіночі акти, релігійно-евангельські композиції, цикл «Дійства» або «Містерії» (1992—1993 рр, 2008 р. 2015—2016 рр.), серія «Чумаки», серія «Вертепи», серія «Солодкі дівчата», жанрові сцени, етюди.
Творчий доробок митця складає кілька тисяч робіт (на жаль, навіть сам художник не веде точного підрахунку), понад 35 персональних виставок, бере активну участь у групових виставках у Львові, інших містах України та за кордоном, на його рахунку організація та участь у багатьох благодійних аукціонах для потреб Армії, лікарень, відновлення та формування культурного та естетичного середовища Львова та інших міст.
Роботи митця знаходяться у музеях Львова, Києва, Запоріжжя, Дніпродзержинська та численних приватних колекціях в Україні та за кордоном.
Художник про своє творче життя:
« Моє творче життя можна простежити за моїми картинами. Юнацькі етюди з натури, копії з картин у музеях, початок серії „Чумаки“ і картини на релігійну тематику, після того — захоплення міфологією, експериментальна серія „Дійства“, потім великі пейзажні цикли, види Львова, як також — Праги, Риму, Венеції, Парижа; Шевченківські місця; портрети і жанрові сцени; величезний цикл „Вертепи“… Мені ніколи не було цікаво затримуватися на чомусь одному. Я завжди шукав як нових сюжетів, так і розширення технічних можливостей. Постійно треба бути в пошуку…» (ПЕТРО СИПНЯК. МАЛЯРСТВО. С169 Видавництво «Край». Львів. 2009. 256 с., іл.)
Про мистецтво:
«Саме слово „мистецтво“ говорить про щось особливе, витончене, незвичайне… Щось таке, що доступне не кожному. „Блудний син“ Рембранта, портрети та пейзажі Клімта, оголені Модельяні, величезні скарби мистецької спадщини різних часів і народів є досконалими. Автори їх знали, чого вони хотіли, й майстерно домоглися того, до чого прагнули… Таким чином, досконалість технічна, при чіткому розумінні ідеї твору — це дві обов'язкові складові для художника, без яких твору не може бути».(ПЕТРО СИПНЯК. МАЛЯРСТВО. С169 Видавництво «Край». Львів. 2009. 256 с., іл.)
Про Чумацьку серію:
«Чумацька тема найорганічніше ввійшла в мою творчість тому, що я в душі — чумак. Чумак — це людина працьовита і поетична водночас. Безмежні простори, довга, важка дорога, постійне споглядання, ранок, день, вечір, сонце, дощ, туман… Думи, думи, думи… Чумаків я не відокремлюю від волів, а їх разом — від землі, від дороги, вічного шляху від дому й назад додому…»(ПЕТРО СИПНЯК. МАЛЯРСТВО. С169 Видавництво «Край». Львів. 2009. 256 с., іл.)
Про пейзаж:
«Якщо портретний жанр вимагає від художника повного зосередження і великої відповідальності, то пейзаж дає можливість вільно „плисти за течією“, даючи більшу свободу своїй фантазії. Пейзажі — це настрій, це радість весняного цвітіння і буйність літньої землі, це ностальгія осені і сум холодної зими. В пейзаж хочеться ввійти, відчути запахи, тепло чи холод повітря, тремтіння сонячних бліків, свіжість туманного ранку…» (ПЕТРО СИПНЯК. МАЛЯРСТВО. С169 Видавництво «Край». Львів. 2009. 256 с., іл.)
Про ставлення до роботи:
«В мене ніколи не було тривалих перерв у роботі. Кілька днів без малювання — і в душі з'являється дискомфорт, невдоволення. я щасливий, що кожен прожитий мною день залишається в моїх картинах. Малюючи їх, я думав насамперед про те, щоби мені вдалося здійснити конкретний на цей час задум. Звичайно, в результаті, як і в кожного художника, могли з'являтися дуже вдалі речі, могли бути й менш вдалі, але я ніколи не фальшивив у своєму ставленні до мистецтва. Зараз у мене дуже багато нових ідей. Думаю, що 50 років — це початок нової якості і в моїй творчості…»(ПЕТРО СИПНЯК. МАЛЯРСТВО. С169 Видавництво «Край». Львів. 2009. 256 с., іл.)

## Відзнаки та нагороди
1991 р. — Бієнале «Львів'91 — Відродження», Львів, 1 нагорода
1998 р. — Львівський Осінній Салон «Високий Замок'98», Львів. Премія за живопис.
2002 р. — Заслужений художник України
2014 р. — Народний художник України
2018 р. — Лауреат обласної премії в галузі культури, літератури, мистецтва, журналістики та архітектури у номінації за образотворче мистецтво ім. Івана Труша
2019 р. — Увійшов до Національного рейтингу 2019 "100 ЧОЛОВІКІВ УКРАЇНИ — Гордість Львівщини"

## Галерея

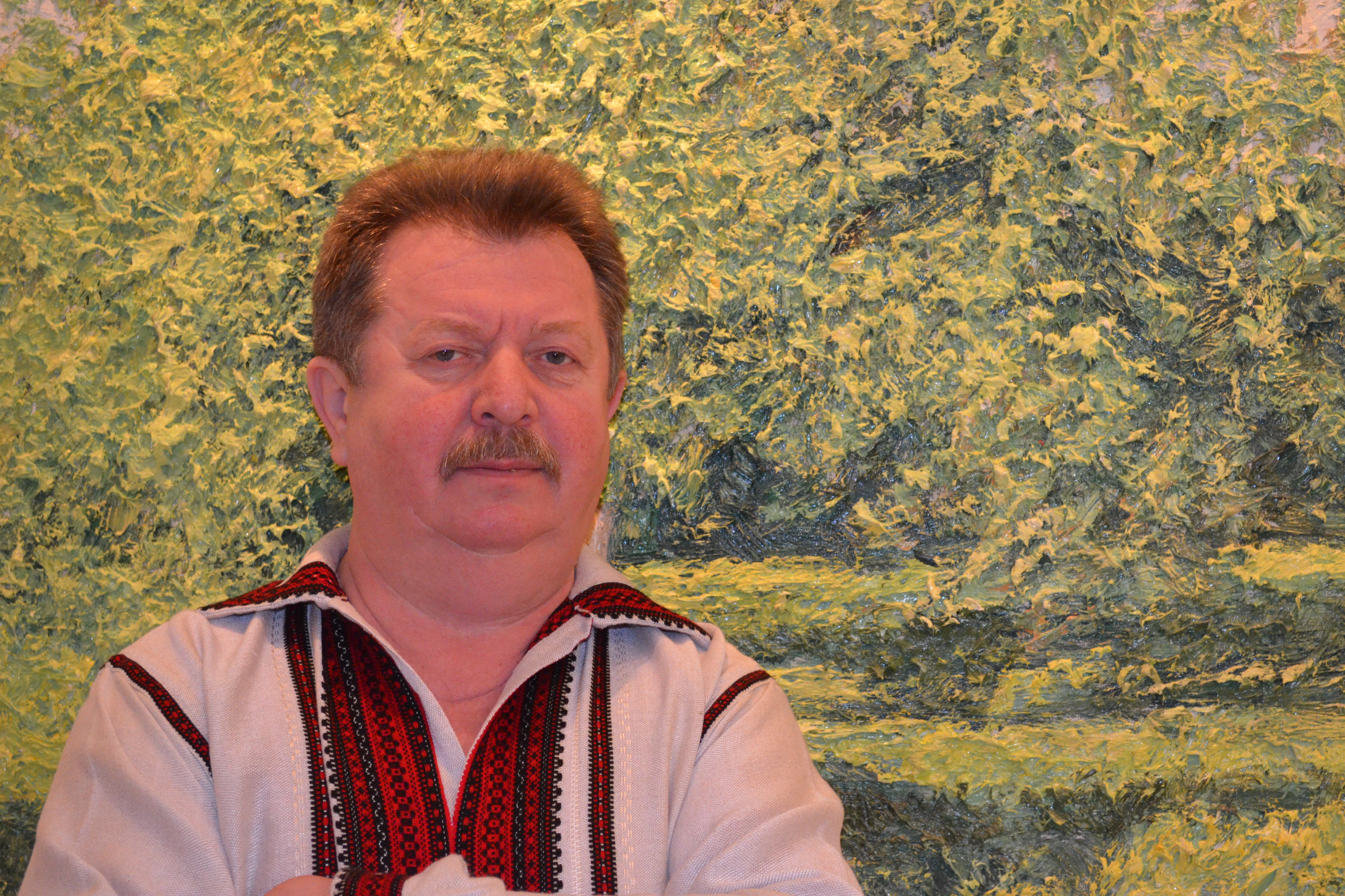
Митець на фоні своєї картини

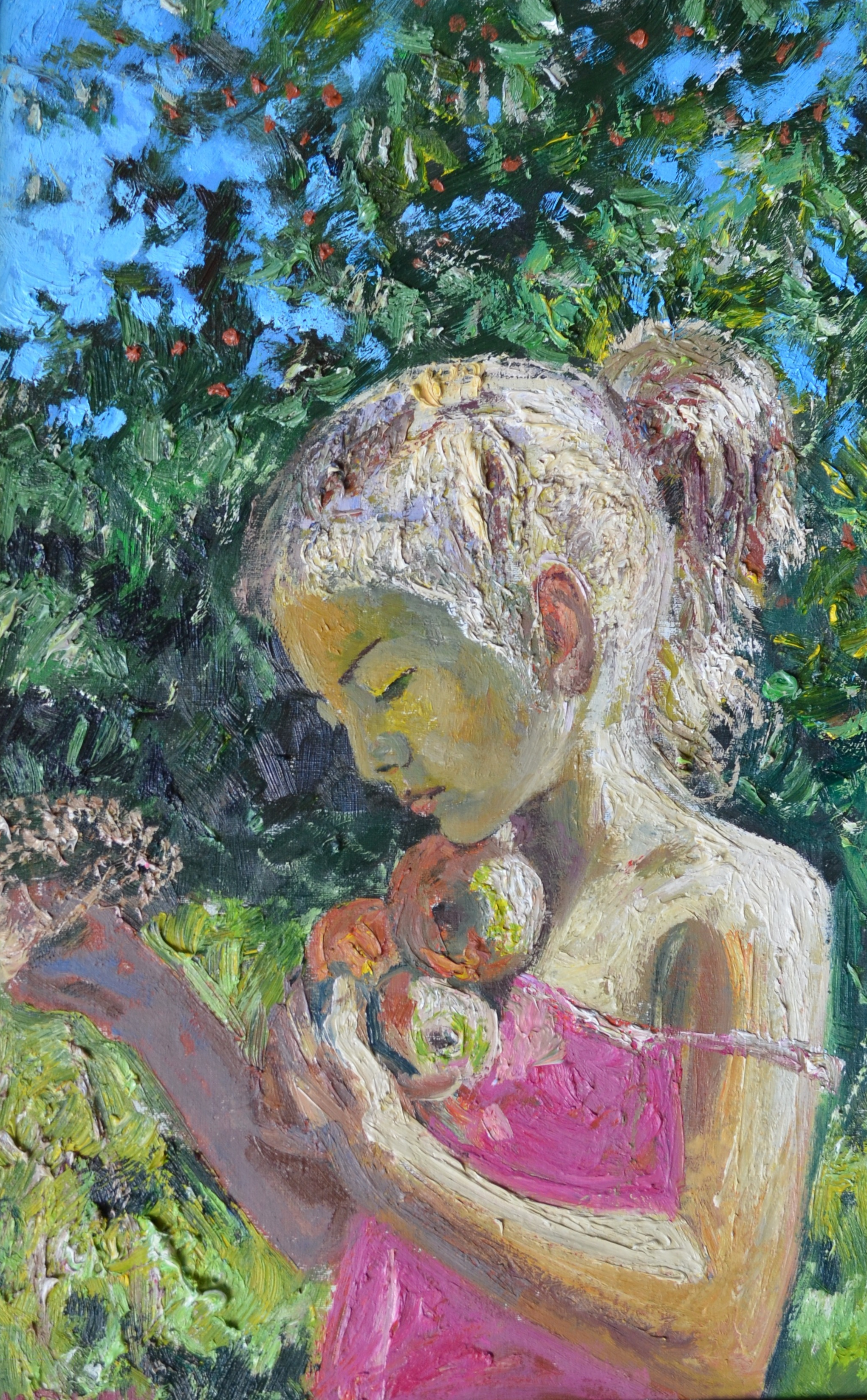
П. Сипняк Дівчина з яблуками.